# Tabula Affinitatum

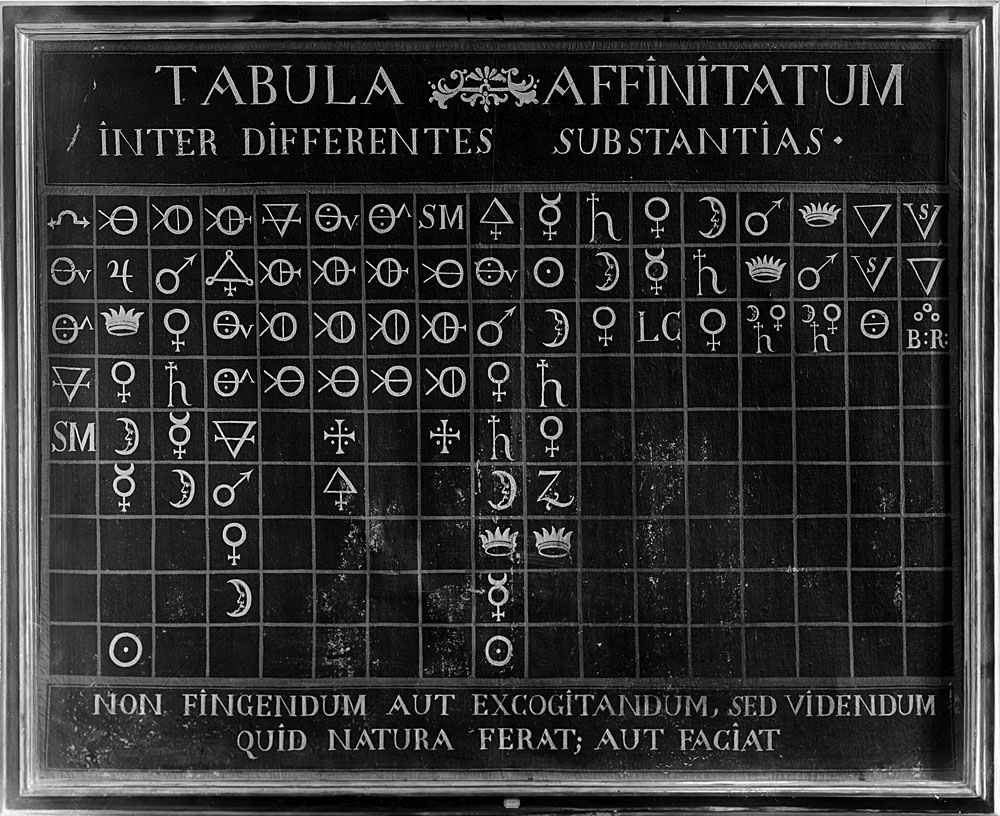
La Tabula Affinitatum al Museo Galileo, Firenze.

La Tabula Affinitatum è una tavola di affinità in legno conservata al Museo Galileo di Firenze.
La tavola mostra le affinità chimiche tra le diverse sostanze. Commissionata intorno al 1766 dal farmacista Franz Huber Hoefer per la spezieria granducale di Firenze, la grande tavola delle sostanze chimiche doveva orientare il preparatore dei rimedi farmaceutici a individuare i reagenti più atti a combinarsi tra loro. La tavola è modellata sulla Table des differents Rapports observés entre differentes substances (Parigi, 1718) di Étienne-François Geoffroy, dalla quale si differenzia per l'aggiunta di una diciassettesima colonna. Le sostanze sono indicate mediante i tradizionali simboli alchemici e la simbologia in uso nel Seicento e agli inizi del Settecento. Da notare che nella tavola fiorentina non compare il simbolo dell'aria. Ciò significa che essa venne disegnata in una fase nella quale non si era ancora acquisita piena consapevolezza della funzione dell'aria in quanto sostanza chimicamente attiva, capace perciò di combinarsi con i solidi e i liquidi. Una tavola simile a quella fiorentina si ritrova tra le Planches della grande Encyclopédie di Diderot e d'Alembert.